# Récit africain
 (décembre 2023).
Un récit africain est une forme littéraire consistant en la mise dans un ordre arbitraire et spécifique des faits d'une histoire purement africaine. 
Un  récit peut être rapporté sous différentes formes à savoir un conte, une fable, un roman ou une épopée.

## Récits oraux et écrits subsahariens
Le récit oral qui est également un conte oral est le plus vieux forme artistique et littéraire que l'Afrique avait connu. Le récit est souvent transmis par les griots ou les gardiens traditionnels des us et coutumes. Les contes du griots sont importants au sein du peuple noir car ils rapportent l'histoire passée de leur peuple.   
Les récits du peuple noir sont des histoires orales initialement transmises oralement. Le récit Africain est lié à sa culture et sa tradition. La tradition avant les temps modernes est transmise sous forme de conte aux générations suivantes ; c'est la tradition orale.   
Par la parole, tout est créé selon Jean 1. Donc avant la rédaction de la bible le peuple Africain savait déjà que le créateur qui n'est ni déesse femme ni dieu homme a fait un don précieux à  l'humanité qui est la puissance  de la parole.  

## Récit ou conte écrit
Le récit africain (en langue française) est né pendant la colonisation française dans divers pays et surtout à la fin du XXe siècle qu'il a pris son essor avec les indépendances. Ce sont les écrivains africains comme Amadou Hampate Ba, Léopold Sedar, etc. qui ont contribué à l'évolution de la littérature africaine par des récits fondés sur l'histoire Africaine . Avant cela l'Afrique est d'abord sujet de récit de voyage et exploration au XIXe siècle.

## Poésie africaine
- Chants d'ombre (1945), suivi d’Hosties noires (1948) de  Léopold Sédar Senghor